# Søndervig (Mors)
 For alternative betydninger, se Søndervig. (Se også artikler, som begynder med Søndervig)
Søndervig er navnet på en knap 3 km lang inddæmmet sø, der tidligere har været en fjordarm til Glomstrup Vig i Limfjorden, beliggende på den sydvestlige del af Mors. Dæmningen, der er omkring 100 meter lang, blev færdigbygget i 1874, i forbindelse med et landvindingsprojekt, der også omfattede Tissingvig, der ligger nord for Søndervig. I 1874 ødelagde en storm dæmningen, men den blev genopbygget, men det lykkedes aldrig at tørlægge Søndervig, men der er en del høst af tagrør. Dæmningen blev i 1926 forstærket med sten, og to sluser i beton regulerer afvandingen. Tissingvig er ved at blive gendannet til en 82 ha stor sø.
Søen udgør en del af Natura 2000-område nr. 28 Agger Tange, Nissum Bredning, Skibsted Fjord og Agerø